# اختصاصي تمريض سريري
اختصاصي التمريض السريري أو الممرضة السريرية المتخصصة (CNS) هو ممرض ممارسة متقدمة عالي الخبرة ومحنّك، بإمكانه تقديم مشورة خبيرة فيما يتعلّق بظروف أو سبل علاج معينة. وفقًا للمجلس الدولي للممرضين (ICN)، الممرض الممارس المتقدم هو ممرض مسجل اكتسب قاعدة المعرفية خبيرة ومهارات صنع قرار معقدة وكفاءات سريرية للممارسة الموسعة، وهي خصائص محدّدة بالسياق وبالبلد المعتمد، وبالتالي اختصاصيو التمريض السريري هم ممرضون مسجلون حائزين على شهادة تخرج في مجال التمريض على مستوى الدراسات العليا كالماجستير أو الدكتوراه في اختصاص التمريض السريري، وهم خبراء في ممارسات التمريض السريرية المبنية على الأدلة ضمن مجال تخصص، وفي علاج وإدارة المخاوف الصحية للمرضى والمجتمعات. 
قد يركز تخصص التمريض السريري على الأفراد أو الجماعات أو الإعدادات أو نمط الرعاية أو نمط المشكلة أو التخصص الفرعي لأنظمة التشخيص. يمارس اختصاصي التمريض السريري مهنته بشكل مستقل، ويدمج المعرفة بالمرض والعلاجات الطبية في تقييم وتشخيص وعلاج اعتلالات المرضى. يعمل اختصاصيو التمريض السريري على تصميم وتنفيذ وتقييم برامج الرعاية الخاصة بالمرضى والمجتمع على حد سواء. يُقدّم اختصاصيو التمريض السريري الريادة في الممارسة المتقدمة بالتمريض، سعيًا إلى تحقيق نتائج جيدة وفعالة بالنسبة للمريض، فضلًا عن قيادة المجموعات متعددة التخصصات في تصميم وتنفيذ حلول بديلة مبتكرة تعالج مشاكل النظام و/ أو قضايا رعاية المرضى. يعمل اختصاصيو الرعاية الصحية في العديد من السلطات القضائية بوصفهم مقدمي رعاية صحية مباشرة، بإجراء تقييمات صحية شاملة وتطوير تشخيصات التفريقية، وقد يتمتُعون بصلاحيات توجيهية، تخوّلهم توفير العلاجات الدوائية وغير الدوائية وطلب الاختبارات التشخيصية والمخبرية في مواجهة وإدارة المشاكل الصحية المتخصصة للمرضى والسكان. يعمل اختصاصيو التمريض السريري كدعاة صحة بالنسبة للمرضى، واستشاريين وباحثين في البيئات المختلفة (ضمن نطاق الممارسين الأمريكيين (ANA) نطاق ومعايير الممارسة لعام (2004))

## المنظورات الدولية
تطور دور اختصاصي التمريض السريري تاريخيًا في أمريكا الشمالية، ضمن إطار الرعاية الحادة (المستشفى). حاليًا، يمارس اختصاصي التمريض السريري إلى جانب مجال الرعاية الحادة التقليدية، مجموعة متنوعة من مجالات الرعاية غير الحادة. من ناحية أخرى، يشير اختصاصي التمريض السريري في النظام الصحي الأسترالي إلى منصب ترويجي وليس مؤهل.